# Bill Lomas
Bill Lomas (Milford, 8 marzo 1928 – Mansfield, 14 agosto 2007) è stato un pilota motociclistico britannico, vincitore di due titoli del motomondiale e che ha gareggiato tra l'altro con le moto italiane MV Agusta e Moto Guzzi oltre che con le britanniche AJS, Royal Enfield e Velocette.

## Carriera

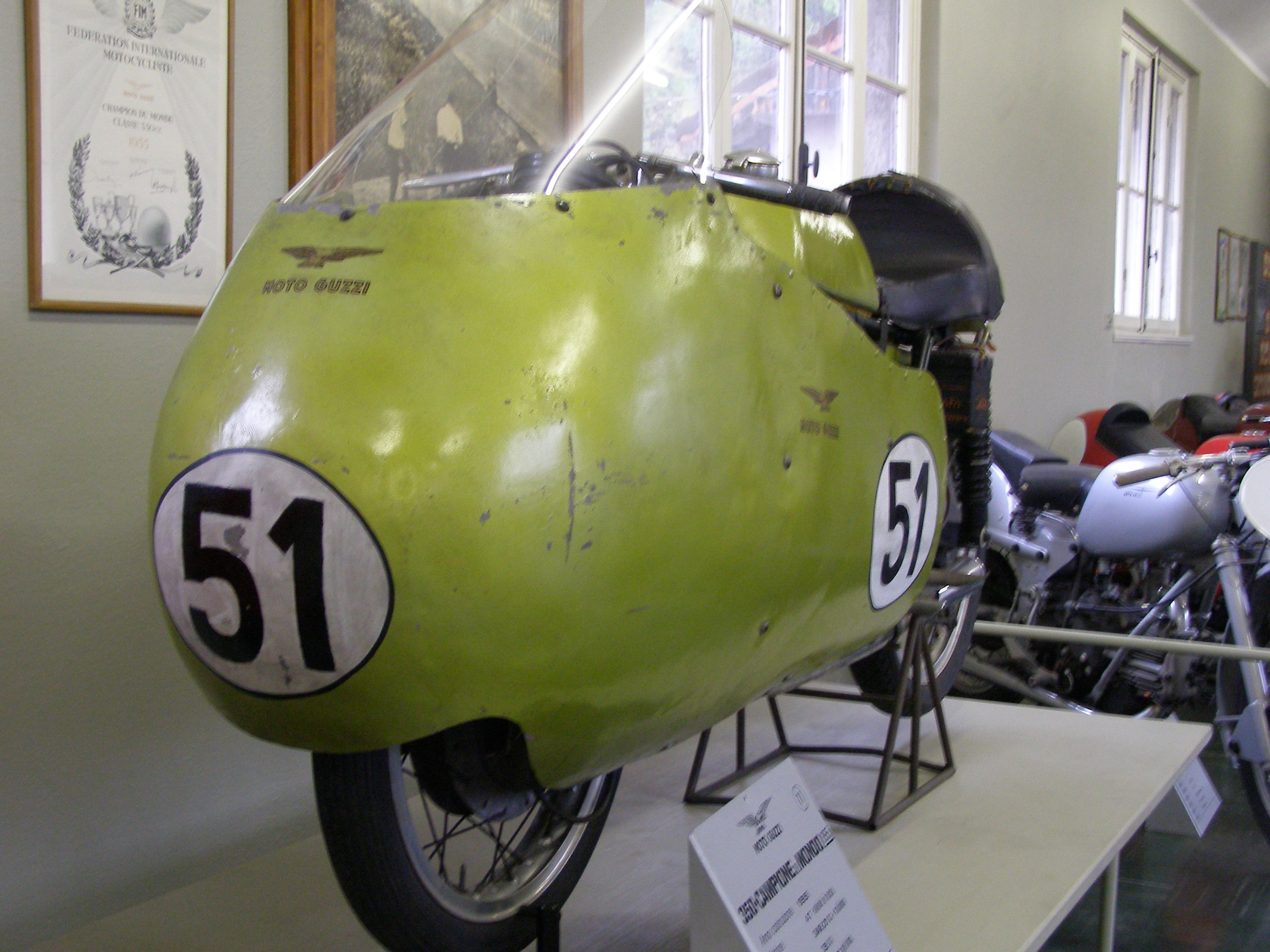
La Moto Guzzi 350 GP con cui Lomas vinse il titolo mondiale nel 1955

Iniziò a correre a 19 anni, su una Royal Enfield; l'esordio nel Motomondiale avvenne nel 1950 come pilota ufficiale Velocette in 350; dopo alcune stagioni opache, si fece notare dal 1955, quando vinse il titolo della 350 con la Moto Guzzi e sfiorò la vittoria in 250 con la MV Agusta (titolo perso anche a causa di una squalifica dopo la vittoria in pista a Assen per una irregolarità durante una fermata ai box).
Dopo aver riconquistato l'iride nel 1956, si ritirò dal mondo delle gare motociclistiche ad alti livelli dopo il ritiro dalle gare della Moto Guzzi, della quale era pilota ufficiale, convinto di non poter più trovare da nessun'altra parte dei mezzi competitivi come a Mandello del Lario, dove tra l'altro aveva infranto alcuni record del mondo con la Moto Guzzi 8 cilindri.
Si occupava anche della vendita di motocicli e gestiva un kartodromo vicino alla pista di Donington Park.

## Risultati nel motomondiale

### Classe 125
| 1952 | Classe | Moto      |    |  |  |    |  |   |     |     |  | Punti | Pos. |
| ---- | ------ | --------- | -- |  |  | -- |  | - | --- | --- |  | ----- | ---- |
| 1952 | 125    | MV Agusta | NE |  |  | NE |  | 2 | Rit | Rit |  | 6     | 8º   |

| 1955 | Classe | Moto      |  |  |   |  |    |  |    |  |  | Punti | Pos. |
| ---- | ------ | --------- |  |  | - |  | -- |  | -- |  |  | ----- | ---- |
| 1955 | 125    | MV Agusta |  |  | 4 |  | NE |  | NE |  |  | 3     | 9º   |

| Legenda | 1º posto        | 2º posto            | 3º posto            | A punti      | Senza punti        | Grassetto – Pole position Corsivo – Giro più veloce |
| Legenda | Gara non valida | Non qual./Non part. | Ritirato/Non class. | Squalificato | '-' Dato non disp. | Grassetto – Pole position Corsivo – Giro più veloce |

### Classe 250
| 1951 | Classe | Moto      |    |  |  |    |    |   |  |  |  | Punti | Pos. |
| ---- | ------ | --------- | -- |  |  | -- | -- | - |  |  |  | ----- | ---- |
| 1951 | 250    | Velocette | NE |  |  | NE | NE | 5 |  |  |  | 2     | 12º  |

| 1955 | Classe | Moto      |    |    |   |  |    |    |   |   |  | Punti | Pos. |
| ---- | ------ | --------- | -- | -- | - |  | -- | -- | - | - |  | ----- | ---- |
| 1955 | 250    | MV Agusta | NE | NE | 1 |  | NE | SQ | 4 | 5 |  | 13    | 3º   |

| Legenda | 1º posto        | 2º posto            | 3º posto            | A punti      | Senza punti        | Grassetto – Pole position Corsivo – Giro più veloce |
| Legenda | Gara non valida | Non qual./Non part. | Ritirato/Non class. | Squalificato | '-' Dato non disp. | Grassetto – Pole position Corsivo – Giro più veloce |

### Classe 350
| 1950 | Classe | Moto      |  |   |   |   |  |   |  |  |  | Punti | Pos. |
| ---- | ------ | --------- |  | - | - | - |  | - |  |  |  | ----- | ---- |
| 1950 | 350    | Velocette |  | 4 | 3 | 8 |  | 5 |  |  |  | 9     | 7º   |

| 1951 | Classe | Moto      |  |  |   |   |  |  |  |  |  | Punti | Pos. |
| ---- | ------ | --------- |  |  | - | - |  |  |  |  |  | ----- | ---- |
| 1951 | 350    | Velocette |  |  | 5 | 3 |  |  |  |  |  | 6     | 11º  |

| 1952 | Classe | Moto |  |   |  |   |   |  |  |    |  | Punti | Pos. |
| ---- | ------ | ---- |  | - |  | - | - |  |  | -- |  | ----- | ---- |
| 1952 | 350    | AJS  |  | 4 |  | 5 | 3 |  |  | NE |  | 9     | 7º   |

| 1954 | Classe | Moto      |  |   |  |  |  |  |  |  |  | Punti | Pos. |
| ---- | ------ | --------- |  | - |  |  |  |  |  |  |  | ----- | ---- |
| 1954 | 350    | MV Agusta |  | 7 |  |  |  |  |  |  |  | 0     |      |

| 1955 | Classe | Moto       |    |  |   |   |   |   |   |   |  | Punti | Pos. |
| ---- | ------ | ---------- | -- |  | - | - | - | - | - | - |  | ----- | ---- |
| 1955 | 350    | Moto Guzzi | NE |  | 1 | 1 | 1 | 2 | 1 | 2 |  | 32    | 1º   |

| 1956 | Classe | Moto       |     |   |     |   |   |  |  |  |  | Punti | Pos. |
| ---- | ------ | ---------- | --- | - | --- | - | - |  |  |  |  | ----- | ---- |
| 1956 | 350    | Moto Guzzi | Rit | 1 | Rit | 1 | 1 |  |  |  |  | 24    | 1º   |

| Legenda | 1º posto        | 2º posto            | 3º posto            | A punti      | Senza punti        | Grassetto – Pole position Corsivo – Giro più veloce |
| Legenda | Gara non valida | Non qual./Non part. | Ritirato/Non class. | Squalificato | '-' Dato non disp. | Grassetto – Pole position Corsivo – Giro più veloce |

### Classe 500
| 1952 | Classe | Moto            |  |   |  |     |     |   |     |     |  | Punti | Pos. |
| ---- | ------ | --------------- |  | - |  | --- | --- | - | --- | --- |  | ----- | ---- |
| 1952 | 500    | AJS e MV Agusta |  | 5 |  | Rit | Rit | 3 | Rit | Rit |  | 6     | 13º  |

| 1954 | Classe | Moto      |  |     |    |  |  |  |  |   |  | Punti | Pos. |
| ---- | ------ | --------- |  | --- | -- |  |  |  |  | - |  | ----- | ---- |
| 1954 | 500    | MV Agusta |  | Rit | AN |  |  |  |  | 8 |  | 0     |      |

| 1955 | Classe | Moto       |  |  |  |  |  |  |   |  |  | Punti | Pos. |
| ---- | ------ | ---------- |  |  |  |  |  |  | - |  |  | ----- | ---- |
| 1955 | 500    | Moto Guzzi |  |  |  |  |  |  | 1 |  |  | 8     | 6º   |

| 1956 | Classe | Moto       |   |     |     |     |     |    |  |  |  | Punti | Pos. |
| ---- | ------ | ---------- | - | --- | --- | --- | --- | -- |  |  |  | ----- | ---- |
| 1956 | 500    | Moto Guzzi | 5 | Rit | Rit | Rit | Rit | NP |  |  |  | 2     | 16º  |

| Legenda | 1º posto        | 2º posto            | 3º posto            | A punti      | Senza punti        | Grassetto – Pole position Corsivo – Giro più veloce |
| Legenda | Gara non valida | Non qual./Non part. | Ritirato/Non class. | Squalificato | '-' Dato non disp. | Grassetto – Pole position Corsivo – Giro più veloce |